# Haft Bādāmīyeh
Haft Bādāmīyeh (persiska: Haft Bādām, هفت باداميه, مردان علیا, هفت بادام) är en bondby i Iran.   Den ligger i provinsen Kerman, i den sydöstra delen av landet, 1 000 km sydost om huvudstaden Teheran. Haft Bādāmīyeh ligger 1 368 meter över havet och antalet invånare är 118.
Terrängen runt Haft Bādāmīyeh är kuperad åt nordost, men åt sydväst är den bergig. Runt Haft Bādāmīyeh är det glesbefolkat, med 14 invånare per kvadratkilometer. Närmaste större samhälle är Sarvandeh, 15,0 km nordost om Haft Bādāmīyeh. Trakten runt Haft Bādāmīyeh är ofruktbar med lite eller ingen växtlighet.